# Dust in the Wind
«Dust in The Wind» (Pols en el vent) és la setena cançó de l'àlbum discogràfic Point of Know Return llançat el 1977, interpretada i gravada per la banda nord-americana de rock progressiu Kansas.
Va arribar al 6è lloc de les llistes de popularitat del Billboard Hot 100 la setmana del 22 d'abril de 1978 i fou l'únic senzill de Kansas que va aconseguir arribar als 10 millors senzills del Billboard Hot 100. Va ser escrita per Kerry Livgren i va ser una de les primeres peces acústiques de la banda; la seva melodia suau i la seva lletra malenconiosa difereix ostensiblement d'altres èxits de la banda, com «Carry On Wayward Son» i «The Wall». L'interludi de la cançó conté una melodia distintiva amb un memorable solo de violí interpretat per Robby Steinhardt.
Scorpions també va publicar una versió en viu de la cançó en el seu àlbum Acoustica.

## Versions
- Sarah Brightman va realitzar una versió en el seu àlbum de 1999, Eden.
- Aquestes són algunes bandes que han realitzat versions de «Dust In The Wind»: The Moody Blues, Metalium, Eric Benét, Keren Ann, Chantal Richard, Daughter Darling, J.B.O., Interface, The Eagles, Scorpions, Cat Stevens, i Gabriel & Dresden.
- Altres versions són les dels grups Mägo de Oz, anomenada «Pensando en ti», i Los Mox!, anomenada «Polvo en el viento». Menaix a Truà va fer també una versió en català, titulada «Pols en el vent», la versió de Mägo de Oz també va ser gravada pel grup La Real Sonora.
- La cantant brasilera Paula Fernandes va gravar una versió per a la banda sonora de la telenovel·la Páginas de la vida de l'emissora Rede Globo. Al desembre de 2006 va incloure aquesta versió en el seu disc Dust in the Wind.
- La banda de metall simfònic Haggard va introduir aquesta melodia en la seva cançó «The Observer» de l'àlbum Eppur si muove

## Músics
- Steve Walsh: veu principal i cors
- Robby Steinhardt: violí, viola i cors
- Kerry Livgren: guitarra acústica
- Rich Williams: guitarra acústica
- Phil Ehart: bongos